# Dávidföld (Komló)

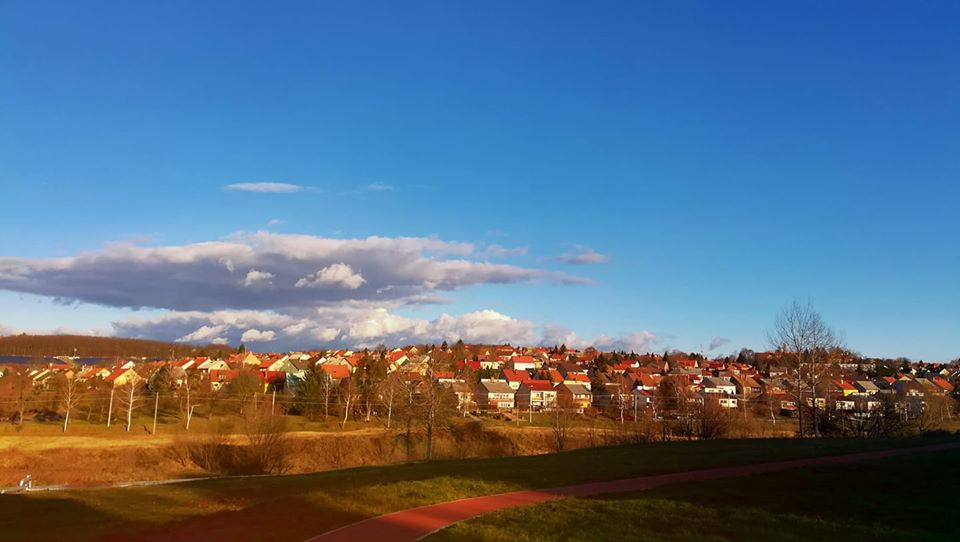
Dávidföld Körtvélyesről nézve

Dávidföld a Baranya vármegyei Komló egyik városrésze, a város délnyugati részén. Szomszédos városrészei Körtvélyes, Kökönyös és Mecsekfalu. Dávidföld könnyen megközelíthető a Pécset és Kaposvárt összekötő 66-os főút sikondai elágazásán keresztül, valamint a Komlót Péccsel összekötő mellékútvonal komlói, kökönyösi elágazásán keresztül.

## Története
Dávidföld körülbelül az 1950-es évektől kezdett épülni, a város fő fejlődési időszakával megegyezően. Mikor Komló fontos ipari város lett és a bánya sok ezer embert foglalkoztatott, sokan Dávidföldön kezdtek építkezni.
Korábbi történelméről nem sok információnk van, vannak elméletek az elnevezésre is, ám még egyiket sem sikerült bebizonyítani. 
Egy XIX. századi térkép szerint a területen régebben zöldséget, gabonát, északnyugati részén pedig szőlőt termesztettek, mielőtt az építkezés elkezdődött.

## Fekvése
Dávidföld, mint ahogy Komló is, a Mecsek-hegységben fekszik. Dávidföld egy, Komló dombokra épült városrészei közül, egy déli lejtőn helyezkedik el. Rendkívül szép természeti adottságokkal rendelkezik, fekvéséből kifolyólag. Éghajlata, mint ahogy egész Magyarországé nedves kontinentális, de hatnak a mediterrán hatások és a hűvös Kelet-mecseki mikroklíma hatásai is. Az évi csapadékmennyiség magasabb az országos átlagnál, Magyarország egyik legcsapadékosabb vidékén helyezkedik el.

## Oktatás
Dávidföldön 1958. január 23-án kezdték meg a Dávidföldi Általános Iskola építését, 1959. szeptember 23-án adták át. 1985-ben a városban elsőként rendeztek be itt számítógépes termet, az 1990-es évek elején pedig emelt szintű matematikaoktatás folyt az iskolában. A városi intézményeket átszervezték, a Dávidföldi Általános Iskola pedig az első iskola volt, aminek emiatt be kellett zárnia, először, 1999-ben tagiskolává vált, majd 2000-ben végleg bezárt.

## Tömegközlekedés
Dávidföldet az 5-ös, 8-as, 9-es, 15-ös, 17-es, 18-as és a 19-es jelzésű, komlói helyi járat köti össze a város többi részével. 2023. máj. 1. előtt az 5-ös járat kötötte össze a városrészt a belvárossal, illetve hétvégéken, és munkanapokon a reggeli és az esti órákban az Aut.áll.-Dávidföld-Körtvélyes útvonalú 57-es járat érintette.
A helyi járatot az önkormányzat megbízásából, az állami tulajdonú Volánbusz Zrt. üzemelteti.